# Ferrytyna

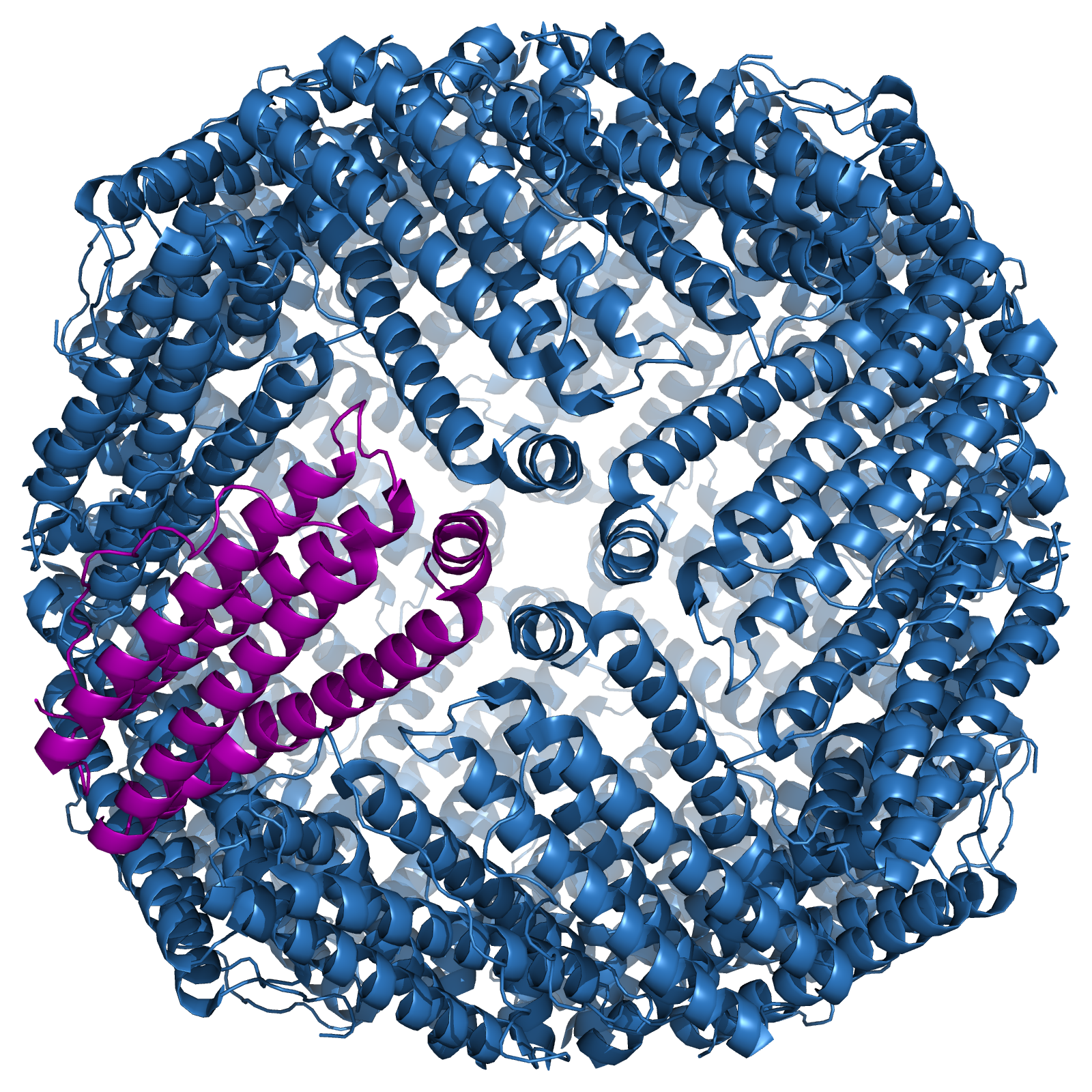
Struktura ferrytyny

Ferrytyna – białko kompleksujące jony żelaza Fe3+ i przechowujące je w wątrobie.
Ferrytyna pełni istotną funkcję we wszystkich żywych organizmach, utrzymując żelazo w dostępnej i nieszkodliwej formie. Jej synteza jest ściśle regulowana zarówno na etapie transkrypcji, jak i translacji, a na ekspresję genu ferrytyny wpływa wiele czynników. 

## Ferrytyna w diagnostyce medycznej
Stężenie ferrytyny oznaczane w osoczu metodami immunochemicznymi pozwala ocenić (w przypadku nieobecności zakażenia, stanu zapalnego i innych wywołujących reakcję ostrej fazy) zapasy żelaza ustroju.
Wartości prawidłowe
- kobiety
  - 10-200 μg/l[1]
  - 15-200 μg/l[2]
- mężczyźni
  - 15-400 μg/l[1]
  - 12-150 μg/l[2]

Przyczyny zwiększonego stężenia ferrytyny w osoczu (z podwyższonym poziomem żelaza):
1. Przeładowanie żelazem (hemochromatoza)
2. Transfuzje krwi
3. Suplementy diety zawierające żelazo

Przyczyny zwiększonego stężenia ferrytyny w osoczu (bez podwyższonego poziomu żelaza):
1. Spożywanie alkoholu
2. Reakcja ostrej fazy
3. Niedokrwistość chorób przewlekłych (podwyższona albo w normie)
4. Zaburzenia funkcji wątroby
5. Wirusowe zapalenie wątroby
6. Zaburzenia metaboliczne
7. Niewydolność nerek
8. Choroby nowotworowe

Przyczyny obniżonego stężenia ferrytyny w osoczu:
1. Niedobór żelaza w ustroju (czułość 50%, swoistość 99% przy stężeniu <12 μg/l[1])